# The Singh Brothers
The Singh Brothers sind ein kanadisches Tag Team, bestehend aus den Brüdern Gurvinder Sihra und Harvinder Sihra. Sie standen zuletzt bei World Wrestling Entertainment unter Vertrag. Ihr bislang größter Erfolg war der neunfache Erhalt der WWE 24/7 Championship.

## Wrestling-Karriere

### Erste Anfänge (2005–2015)
Gurv begann sein Training im Jahr 2004 mit Rip Rogers bei Ohio Valley Wrestling. Er debütierte im Oktober 2005 im Ohio Valley Wrestling und Harv folgte ihm. Die Brüder rangen für kurze Zeit als Singles Wrestler: Harv als „Bollywood Don“ und Gurv als „Golden Lion“. Als Tag-Team gewann The Bollywood Boyz zwischen 2011 und 2015 fünf Mal die ECCW Tag Team Championship.
Im Jahr 2011 rang The Bollywood Boyz in Indien, im Rahmen der von Total Nonstop Action Wrestling gesponserten Ring Ka King Promotion. Am 19. Dezember 2011 nahmen sie an einem Turnier teil, um die ersten RKK Tag Team Champions zu krönen. Im Halbfinale wurden sie jedoch aus dem Turnier eliminiert. Am 22. Januar 2012 besiegte The Bollywood Boyz RDX Abyss und Scott Steiner und wurde RKK Tag Team Champions. Am 23. April 2012 legten sie die Titel ab, da sie die Promotion verließen.
Am 24. Juli 2015 debütierten die Bollywood Boyz für Jeff Jarretts Promotion Global Force Wrestling, wo sie an einem Turnier teilnahmen, um die ersten GFW Tag Team Champions zu krönen. Sie gewannen das Turnier und damit die Titel.

### World Wrestling Entertainment (2016–2021)
Am 13. Juni 2016 wurden Gurv und Harv als Teilnehmer am Cruiserweight Classic Turnier der WWE bekannt gegeben, jedoch wurden beide in der ersten Runde aus dem Turnier eliminiert. Die Bollywood Boyz debütierten am 15. September bei NXT. Sie nahmen am jährlichen Dusty Rhodes Tag Team Classic teil, jedoch verloren sie auch hier in der ersten Runde. In der Premiere von 205 Live im November 2016 besiegte The Bollywood Boyz Tony Nese und Drew Gulak in ihrem Debüt-Match.
In der Folge von SmackDown Live vom 18. April 2017 gaben sie ihr Debüt als The Singh Brothers. Gurv wurde in Sunil Singh umbenannt und Harv in Samir Singh. Sie halfen Jinder Mahal ein Match für den nächsten Herausforderer für die WWE Championship zu gewinnen. Schlussendlich halfen sie ihm auch den Titel zu gewinnen. In der SmackDown-Live-Ausgabe vom 7. November wurden sie, nachdem er den Titel an AJ Styles verloren hatte, von Mahal angegriffen. In der SmackDown Live-Folge vom 16. Januar 2018 erlitt Samir während eines Brawls mit Bobby Roode einen Kreuzbandriss. Am 8. April gab Sunil sein WrestleMania-Debüt bei WrestleMania 34 und begleitete Mahal zu seinem Match um die WWE United States Championship, welches von Mahal gewonnen wurde.
Am 16. April wechselten die Singh Brothers im Rahmen des Superstar Shake-up zusammen mit Jinder Mahal zu Raw. In der Folge von Raw vom 15. Oktober kehrte Samir nach seiner Verletzung zurück, um sich mit seinem Bruder und Mahal zu vereinen. Sunil und Samir rangen ihr erstes Match in der Folge von Raw vom 1. Januar 2019. Während des WWE Superstar Shake-up 2019 wurden die Singh Brothers und Jinder Mahal wieder zu SmackDown geschickt. In der folgenden Woche wurden die Singhs zu 205 Live eingezogen und von Mahal getrennt. Danach änderten sie ihre Gimmicks zu ihren früheren.
Am 21. Oktober 2019 steckte Sunil – nach einer Ablenkung von Samir – R-Truth Backstage während Raw fest, um die WWE 24/7 Championship zu gewinnen. Über die Zeit gewannen sie die Titel neun Mal. Am 25. Juni 2021 wurden beide von der WWE entlassen.

## Wrestling-Erfolge
- World Wrestling Entertainment
  - WWE 24/7 Championship (9×)

- All-Star Wrestling (British Columbia)
  - King of the Island Tournament (2009)

- Elite Canadian Championship Wrestling
  - ECCW Tag Team Championship (5×)
  - NWA Pacific Northwest Junior Heavyweight Championship (2×)
  - NWA Canadian Junior Heavyweight Championship (1×)

- Global Force Wrestling
  - GFW Tag Team Championship (1×)

- Real Canadian Wrestling
  - RCW Tag Team Championship (1×)

- Ring Ka King
  - RKK Tag Team Championship (1×)

- Pro Wrestling Illustrated
  - Nummer 240 der Top 500 Wrestler in der PWI 500 in 2017 (Gurv)
  - Nummer 236 der Top 500 Wrestler in der PWI 500 in 2017 (Harv)
  - Nummer 236 der Top 500 Wrestler in der PWI 500 in 2019 (Samir)
  - Nummer 240 der Top 500 Wrestler in der PWI 500 in 2019 (Sunil)